# Olympische Sommerspiele 2020/Fußball
Bei den Olympischen Spielen 2020 in Tokio wurden vom 21. Juli bis zum 7. August 2021 zwei Wettbewerbe im Fußball ausgetragen. Am Turnier nahmen bei den Frauen zwölf, bei den Männern 16 Mannschaften teil. Neben den Spielen in der Olympiastadt Tokio wurden auch Spiele in Chōfu, Kashima, Rifu, Saitama, Sapporo und Yokohama ausgetragen.
Bei den Männern waren ursprünglich nur U23-Mannschaften zugelassen, die mit maximal drei älteren Athleten verstärkt werden durften. Nach der Verschiebung um ein Jahr aufgrund der COVID-19-Pandemie legte die FIFA am 3. April 2020 fest, dass Spieler teilnehmen durften, die nach dem 31. Dezember 1996 geboren wurden und somit zur Qualifikation beigetragen hatten. Bei den Frauen gab es keine Alters-Einschränkung.

## Spielorte
Insgesamt wurden die Fußballspiele in sieben Stadien ausgetragen.
| Yokohama |

| Saitama |

| Rifu |

| Tokio |

| Chōfu |

| Kashima |

| Sapporo |

| Yokohama |

| Saitama |

| Rifu |

| Tokio |

| Chōfu |

| Kashima |

| Sapporo |

## Männerturnier

### Qualifikation
Insgesamt nahmen am Fußballturnier der Männer 16 Mannschaften teil. Das FIFA-Organisationskomitee beschloss auf seiner Sitzung vom 14. September 2017 die Verteilung der Qualifikationsplätze.
Es waren nur U24-Spieler, die nach dem 31. Dezember 1996 geboren wurden, zugelassen. Jede Mannschaft durfte durch maximal drei ältere Athleten verstärkt werden.
Für das olympische Fußballturnier der Männer konnten sich folgende Mannschaften qualifizieren:
| Qualifikationswettbewerb                              | Datum                           | Austragungsort       | Plätze | Qualifizierte Teams |
| ----------------------------------------------------- | ------------------------------- | -------------------- | ------ | ------------------- |
| Gastgeber                                             | Gastgeber                       | Gastgeber            | 1      | Japan               |
| U21-Europameisterschaft 2019                          | 16. – 30. Juni 2019             | Italien / San Marino | 4      | Deutschland         |
| U21-Europameisterschaft 2019                          | 16. – 30. Juni 2019             | Italien / San Marino | 4      | Frankreich          |
| U21-Europameisterschaft 2019                          | 16. – 30. Juni 2019             | Italien / San Marino | 4      | Rumänien            |
| U21-Europameisterschaft 2019                          | 16. – 30. Juni 2019             | Italien / San Marino | 4      | Spanien             |
| U23-Ozeanienmeisterschaft 2019                        | 21. September – 5. Oktober 2019 | Fidschi              | 1      | Neuseeland          |
| U-23-Afrika-Cup 2019                                  | 8. – 22. November 2019          | Ägypten              | 3      | Elfenbeinküste      |
| U-23-Afrika-Cup 2019                                  | 8. – 22. November 2019          | Ägypten              | 3      | Ägypten             |
| U-23-Afrika-Cup 2019                                  | 8. – 22. November 2019          | Ägypten              | 3      | Südafrika           |
| U23-Asienmeisterschaft 2020                           | 8. – 26. Januar 2020            | Thailand             | 3      | Australien          |
| U23-Asienmeisterschaft 2020                           | 8. – 26. Januar 2020            | Thailand             | 3      | Saudi-Arabien       |
| U23-Asienmeisterschaft 2020                           | 8. – 26. Januar 2020            | Thailand             | 3      | Südkorea            |
| Südamerikanisches Qualifikationsturnier               | 18. Januar – 9. Februar 2020    | Kolumbien            | 2      | Argentinien         |
| Südamerikanisches Qualifikationsturnier               | 18. Januar – 9. Februar 2020    | Kolumbien            | 2      | Brasilien           |
| Nord- und Zentralamerikanisches Qualifikationsturnier | 15. – 28. März 2021 1           | Mexiko               | 2      | Honduras            |
| Nord- und Zentralamerikanisches Qualifikationsturnier | 15. – 28. März 2021 1           | Mexiko               | 2      | Mexiko              |
| Gesamt                                                | Gesamt                          | Gesamt               | 16     | 16                  |

### Spielplan

#### Wertungskriterien
In den Gruppen wurde die Rangfolge nach den folgenden Kriterien ermittelt:
1. Anzahl der Punkte aus allen Gruppenspielen;
2. Tordifferenz aus allen drei Spielen;
3. Anzahl der erzielten Tore;
4. Anzahl Punkte aus den Direktbegegnungen der punkt- und torgleichen Teams;
5. Tordifferenz in den Direktbegegnungen der punkt- und torgleichen Teams;
6. Anzahl der in den Direktbegegnungen der punkt- und torgleichen Teams erzielten Tore;
7. Losentscheid durch die FIFA-Organisationskommission.

Ab dem Viertelfinale folgte bei unentschiedenem Spielstand zunächst eine Verlängerung von zweimal 15 Minuten, bestand danach immer noch Gleichstand, entschied ein Elfmeterschießen.

### Gruppenphase

#### Gruppe A
| Pl. | Land       | Sp. | S | U | N | Tore    | Diff. | Punkte |
| --- | ---------- | --- | - | - | - | ------- | ----- | ------ |
| 1.  | Japan      | 3   | 3 | 0 | 0 | 007:100 | +6    | 09     |
| 2.  | Mexiko     | 3   | 2 | 0 | 1 | 008:300 | +5    | 06     |
| 3.  | Frankreich | 3   | 1 | 0 | 2 | 005:110 | −6    | 03     |
| 4.  | Südafrika  | 3   | 0 | 0 | 3 | 003:800 | −5    | 0      |

|                                            |   |            |           |
| 22. Juli 2021 um 10:00 Uhr MESZ in Chōfu   |   |            |           |
| Mexiko                                     | – | Frankreich | 4:1 (0:0) |
| 22. Juli 2021 um 13:00 Uhr MESZ in Chōfu   |   |            |           |
| Japan                                      | – | Südafrika  | 1:0 (0:0) |
| 25. Juli 2021 um 10:00 Uhr MESZ in Saitama |   |            |           |
| Frankreich                                 | – | Südafrika  | 4:3 (0:0) |
| 25. Juli 2021 um 13:00 Uhr MESZ in Saitama |   |            |           |
| Japan                                      | – | Mexiko     | 2:1 (2:0) |
| 28. Juli 2021 um 13:30 Uhr MESZ in Sapporo |   |            |           |
| Südafrika                                  | – | Mexiko     | 0:3 (0:2) |
| 28. Juli 2021 um 13:30 MESZ in Yokohama    |   |            |           |
| Frankreich                                 | – | Japan      | 0:4 (0:2) |

#### Gruppe B
| Pl. | Land       | Sp. | S | U | N | Tore    | Diff. | Punkte |
| --- | ---------- | --- | - | - | - | ------- | ----- | ------ |
| 1.  | Südkorea   | 3   | 2 | 0 | 1 | 010:100 | +9    | 06     |
| 2.  | Neuseeland | 3   | 1 | 1 | 1 | 003:300 | ±0    | 04     |
| 3.  | Rumänien   | 3   | 1 | 1 | 1 | 001:400 | −3    | 04     |
| 4.  | Honduras   | 3   | 1 | 0 | 2 | 003:900 | −6    | 03     |

|                                            |   |            |           |
| 22. Juli 2021 um 10:00 Uhr MESZ in Kashima |   |            |           |
| Neuseeland                                 | – | Südkorea   | 1:0 (0:0) |
| 22. Juli 2021 um 13:00 Uhr MESZ in Kashima |   |            |           |
| Honduras                                   | – | Rumänien   | 0:1 (0:1) |
| 25. Juli 2021 um 10:00 Uhr MESZ in Kashima |   |            |           |
| Neuseeland                                 | – | Honduras   | 2:3 (1:1) |
| 25. Juli 2021 um 13:00 Uhr MESZ in Kashima |   |            |           |
| Rumänien                                   | – | Südkorea   | 0:4 (0:1) |
| 28. Juli 2021 um 10:30 Uhr MESZ in Sapporo |   |            |           |
| Rumänien                                   | – | Neuseeland | 0:0       |
| 28. Juli 2021 um 10:30 MESZ in Yokohama    |   |            |           |
| Südkorea                                   | – | Honduras   | 6:0 (3:0) |

#### Gruppe C
| Pl. | Land        | Sp. | S | U | N | Tore    | Diff. | Punkte |
| --- | ----------- | --- | - | - | - | ------- | ----- | ------ |
| 1.  | Spanien     | 3   | 1 | 2 | 0 | 002:100 | +1    | 05     |
| 2.  | Ägypten     | 3   | 1 | 1 | 1 | 002:100 | +1    | 04     |
| 3.  | Argentinien | 3   | 1 | 1 | 1 | 002:300 | −1    | 04     |
| 4.  | Australien  | 3   | 1 | 0 | 2 | 002:300 | −1    | 03     |

|                                            |   |             |           |
| 22. Juli 2021 um 09:30 Uhr MESZ in Sapporo |   |             |           |
| Ägypten                                    | – | Spanien     | 0:0       |
| 22. Juli 2021 um 12:30 Uhr MESZ in Sapporo |   |             |           |
| Argentinien                                | – | Australien  | 0:2 (0:1) |
| 25. Juli 2021 um 09:30 Uhr MESZ in Sapporo |   |             |           |
| Ägypten                                    | – | Argentinien | 0:1 (0:0) |
| 25. Juli 2021 um 12:30 Uhr MESZ in Sapporo |   |             |           |
| Australien                                 | – | Spanien     | 0:1 (0:0) |
| 28. Juli 2021 um 13:00 Uhr MESZ in Saitama |   |             |           |
| Australien                                 | – | Ägypten     | 0:2 (0:1) |
| 28. Juli 2021 um 13:00 Uhr MESZ in Rifu    |   |             |           |
| Spanien                                    | – | Argentinien | 1:1 (0:0) |

#### Gruppe D
| Pl. | Land           | Sp. | S | U | N | Tore    | Diff. | Punkte |
| --- | -------------- | --- | - | - | - | ------- | ----- | ------ |
| 1.  | Brasilien      | 3   | 2 | 1 | 0 | 007:300 | +4    | 07     |
| 2.  | Elfenbeinküste | 3   | 1 | 2 | 0 | 003:200 | +1    | 05     |
| 3.  | Deutschland    | 3   | 1 | 1 | 1 | 006:700 | −1    | 04     |
| 4.  | Saudi-Arabien  | 3   | 0 | 0 | 3 | 004:800 | −4    | 0      |

|                                             |   |                |           |
| 22. Juli 2021 um 10:30 Uhr MESZ in Yokohama |   |                |           |
| Elfenbeinküste                              | – | Saudi-Arabien  | 2:1 (1:1) |
| 22. Juli 2021 um 13:30 Uhr MESZ in Yokohama |   |                |           |
| Brasilien                                   | – | Deutschland    | 4:2 (3:0) |
| 25. Juli 2021 um 10:30 Uhr MESZ in Yokohama |   |                |           |
| Brasilien                                   | – | Elfenbeinküste | 0:0       |
| 25. Juli 2021 um 13:30 Uhr MESZ in Yokohama |   |                |           |
| Saudi-Arabien                               | – | Deutschland    | 2:3 (1:2) |
| 28. Juli 2021 um 10:00 Uhr MESZ in Saitama  |   |                |           |
| Saudi-Arabien                               | – | Brasilien      | 1:3 (1:1) |
| 28. Juli 2021 um 10:00 Uhr MESZ in Rifu     |   |                |           |
| Deutschland                                 | – | Elfenbeinküste | 1:1 (0:0) |

### Finalrunde

#### Viertelfinale
|                                             |   |                |                       |
| 31. Juli 2021 um 10:00 Uhr MESZ in Rifu     |   |                |                       |
| Spanien                                     | – | Elfenbeinküste | 5:2 n. V.; (2:2; 1:1) |
| 31. Juli 2021 um 11:00 Uhr MESZ in Kashima  |   |                |                       |
| Japan                                       | – | Neuseeland     | 0:0 n. V.; 4:2 i. E.  |
| 31. Juli 2021 um 12:00 Uhr MESZ in Saitama  |   |                |                       |
| Brasilien                                   | – | Ägypten        | 1:0 (1:0)             |
| 31. Juli 2021 um 13:00 Uhr MESZ in Yokohama |   |                |                       |
| Südkorea                                    | – | Mexiko         | 3:6 (1:3)             |

#### Halbfinale
|                                             |   |           |                      |
| 3. August 2021 um 10:00 Uhr MESZ in Kashima |   |           |                      |
| Mexiko                                      | – | Brasilien | 0:0 n. V., 1:4 i. E. |
| 3. August 2021 um 13:00 Uhr MESZ in Saitama |   |           |                      |
| Japan                                       | – | Spanien   | 0:1 n. V.            |

#### Spiel um Bronze
|                                             |   |       |           |
| 6. August 2021 um 11:00 Uhr MESZ in Saitama |   |       |           |
| Mexiko                                      | – | Japan | 3:1 (2:0) |

#### Finale
| Brasilien                                                                                 | Brasilien | Spanien | Spanien |
| ----------------------------------------------------------------------------------------- | --- | --- | ------- |
| Brasilien                                                                                 | \| Finale \| \| 7. August 2021 um 20:30 Uhr (13:30 Uhr MESZ) in Yokohama (International Stadium Yokohama) \| \| Ergebnis: 2:1 n. V. (1:1, 1:0) \| \| Schiedsrichter: Chris Beath ( Australien) \|                                       | \| Finale \| \| 7. August 2021 um 20:30 Uhr (13:30 Uhr MESZ) in Yokohama (International Stadium Yokohama) \| \| Ergebnis: 2:1 n. V. (1:1, 1:0) \| \| Schiedsrichter: Chris Beath ( Australien) \|                                                                                                 | Spanien |
| Brasilien                                                                                 | Santos – Dani Alves , Nino, Diego Carlos, Guilherme Arana – Douglas Luiz, Bruno Guimarães – Antony (112. Gabriel Menino), Claudinho (106. Reinier) – Matheus Cunha (91. Malcom), Richarlison (114. Paulinho) Cheftrainer: André Jardine | Unai Simón – Óscar Gil (91. Jesús Vallejo), Eric García, Pau Torres, Marc Cucurella (91. Juan Miranda) – Mikel Merino (46. Carlos Soler), Martín Zubimendi (112. Jon Moncayola), Pedri – Marco Asensio (46. Bryan Gil), Mikel Oyarzabal (104. Rafa Mir), Dani Olmo Cheftrainer: Luis de la Fuente | Spanien |
| Brasilien                                                                                 | 1:0 Cunha (45.+2') 2:1 Malcom (108.) | 1:1 Oyarzabal (61.) | Spanien |
| Brasilien                                                                                 | Arana (20.), Richarlison (31.), Cunha (65.), Douglas Luiz (89.) | García (27.), Gil (105.+1') | Spanien |
| Brasilien                                                                                 | Richarlison schießt Foulelfmeter über das Tor (38.) | | Spanien |
| Finale                                                                                    | | |         |
| 7. August 2021 um 20:30 Uhr (13:30 Uhr MESZ) in Yokohama (International Stadium Yokohama) | | |         |
| Ergebnis: 2:1 n. V. (1:1, 1:0)                                                            | | |         |
| Schiedsrichter: Chris Beath ( Australien)                                                 | | |         |

### Medaillenränge
| Rang           | Medaillengewinner |
| -------------- | --- |
| Gold Brasilien | Abner, Dani Alves , Antony, Brenno (TW), Guilherme Arana, Bruno Guimarães, Claudinho, Matheus Cunha, Diego Carlos, Douglas Luiz, Lucão (TW), Malcom, Matheus Henrique, Gabriel Martinelli, Gabriel Menino, Nino, Paulinho, Reinier, Richarlison, Santos (TW) Trainer: André Jardine |
| Silber Spanien | Marco Asensio, Dani Ceballos, Marc Cucurella, Álvaro Fernández (TW), Eric García, Bryan Gil, Óscar Gil, Mikel Merino, Óscar Mingueza, Rafa Mir, Juan Miranda, Jon Moncayola, Dani Olmo, Mikel Oyarzabal, Pau, Pedri, Javi Puado, Unai Simón (TW), Carlos Soler, Jesús Vallejo , Iván Villar (TW), Martín Zubimendi, Trainer: Luis de la Fuente                                                                |
| Bronze Mexiko  | Eduardo Aguirre, Érick Aguirre, Roberto Alvarado, Jesús Alberto Angulo, Jesús Ricardo Angulo, Uriel Antuna, Fernando Beltrán, Sebastián Córdova, José Joaquín Esquivel, Sebastián Jurado (TW), Diego Lainez, Vladimir Loroña, Luis Malagón (TW), Henry Martín, César Montes, Adrián Mora, Guillermo Ochoa (TW) , Carlos Rodríguez, Luis Romo, Jorge Sánchez, Johan Vásquez, Alexis Vega Trainer: Jaime Lozano |

### Schiedsrichter

#### Hauptschiedsrichter
Als für die Durchführung des Turniers zuständiger Sportverband nominierte die FIFA insgesamt 25 männliche und weibliche Schiedsrichter sowie 50 -assistenten. Erstmals wurde bei einem olympischen Fußballturnier auch der Videobeweis eingesetzt. Zu diesem Zweck wurden weitere 20 Videoschiedsrichter (VARs) nominiert. Zusätzlich wurden von der FIFA noch vier Unterstützungsschiedrichter (Support Match Officials) benannt, die ausschließlich als Vierte Offizielle eingesetzt wurden.
| Verband  | Schiedsrichter        | Schiedsrichterassistenten                          | Einsätze |
| -------- | --------------------- | -------------------------------------------------- | -------- |
| AFC      | Chris Beath           | Anton Shchetinin George Lakrindis Ashley Beecham 1 | 3        |
| AFC      | Adham Makhadmeh       | Mohammad al-Kalaf Ahmad al-Roalle                  | 1        |
| CAF      | Victor Gomes          | Souru Phatsoane Arsenio Marengula                  | 2        |
| CAF      | Bamlak Tessema Weyesa | Mohammed Ibrahim Gilbert Cheruiyot                 | 3        |
| CONCACAF | Iván Barton           | David Moran Zachari Zeegelaar                      | 2        |
| CONCACAF | Ismail Elfath         | Corey Parker Kyle Atkins                           | 3        |
| CONMEBOL | Leodán González       | Nicolás Tarán Richard Trinidad                     | 2        |
| CONMEBOL | Kevin Ortega          | Michael Orué Jesús Sánchez Cabrera                 | 3        |
| CONMEBOL | Jesús Valenzuela      | Tulio Moreno Lubin Torrealba Rondón                | 3        |
| OFC      | Matthew Conger        | Mark Rule Tevita Makasini                          | 2        |
| UEFA     | Artur Dias            | Rui Licínio Paulo Soares                           | 2        |
| UEFA     | Orel Grinfeld         | Roy Hassan Idan Yarkoni                            | 2        |
| UEFA     | Srđan Jovanović       | Uroš Stojković Milan Mihajlović                    | 1        |
| UEFA     | Georgi Kabakow        | Martin Margaritow Dijan Walkow                     | 3        |

Unterstützungsschiedrichter:
- Hiroyuki Kimura
- Dahane Beida

#### Videoschiedsrichter
Die Videoschiedsrichter (VAR) kamen sowohl bei den Spielen der Männer als auch bei den Frauen (siehe unten) zum Einsatz.
| Verband  | VAR |
| -------- | --- |
| AFC      | Abdulla al-Marri Muhammad Taqi Fu Ming |
| CAF      | Mahmoud Ashour Adil Zourak |
| CONCACAF | Edvin Jurisevic Chris Penso Erick Miranda |
| CONMEBOL | Andrés Cunha Nicolás Gallo Wagner Reway Mauro Vigliano                                                                                         |
| UEFA     | Abdulkadir Bitigen Guillermo Cuadra Fernández Marco Guida Tiago Martins Benoît Millot Paweł Raczkowski Roi Reinshreiber Bibiana Steinhaus-Webb |

### Torschützenliste
Bei gleicher Anzahl an Toren sind die Spieler gemäß Anzahl Torvorlagen und gespielter Zeit sowie nach Nach- oder Künstlernamen sortiert.
Es kamen noch vier Eigentore, erzielt durch je einen Spieler Honduras’, Rumäniens, Saudi-Arabiens und Deutschlands, hinzu.
- Stand: Endstand[7]

| Rang | Spieler             | Tore | Vorlagen | Spielminuten |
| ---- | ------------------- | ---- | -------- | ------------ |
| 01   | Richarlison         | 5    | 1        | 564          |
| 02   | Sebastián Córdova   | 4    | 3        | 459          |
| 03   | André-Pierre Gignac | 4    | 1        | 270          |
| 04   | Hwang Ui-jo         | 4    | 0        | 314          |
| 05   | Alexis Vega         | 3    | 2        | 469          |
| 06   | Mikel Oyarzabal     | 3    | 2        | 574          |
| 07   | Matheus Cunha       | 3    | 1        | 389          |
| 08   | Takefusa Kubo       | 3    | 1        | 524          |
| 09   | Lee Kang-in         | 3    | 0        | 119          |
| 10   | Rafa Mir            | 3    | 0        | 217          |
| 11   | Henry Martín        | 3    | 0        | 512          |
| 12   | Luis Romo           | 2    | 1        | 570          |
| 13   | Eduardo Aguirre     | 2    | 0        | 054          |
| 14   | Ragnar Ache         | 2    | 0        | 194          |
| 15   | Lee Dong-gyeong     | 2    | 0        | 216          |
| 16   | Nadiem Amiri        | 2    | 0        | 232          |
| 17   | Sami al-Najei       | 2    | 0        | 240          |
| 18   | Chris Wood          | 2    | 0        | 390          |
| 19   | Kim Jin-ya          | 1    | 2        | 180          |
| 20   | Dani Olmo           | 1    | 2        | 563          |
| 21   | Kobamelo Kodisang   | 1    | 1        | 148          |
| 22   | Uriel Antuna        | 1    | 1        | 283          |
| 22   | Marco Asensio       | 1    | 1        | 329          |
| 24   | Max Gradel          | 1    | 1        | 388          |
| 25   | Ritsu Dōan          | 1    | 1        | 517          |
| 26   | Juan Obregón Jr.    | 1    | 0        | 019          |
| 27   | Kaoru Mitoma        | 1    | 0        | 027          |
| 28   | Daizen Maeda        | 1    | 0        | 065          |

| Rang | Spieler           | Tore | Vorlagen | Spielminuten |
| ---- | ----------------- | ---- | -------- | ------------ |
| 29   | Roberto Alvarado  | 1    | 0        | 070          |
| 30   | Tomás Belmonte    | 1    | 0        | 113          |
| 31   | Rigoberto Rivas   | 1    | 0        | 127          |
| 32   | Marco Tilio       | 1    | 0        | 128          |
| 33   | Paulinho          | 1    | 0        | 135          |
| 34   | Eduard Löwen      | 1    | 0        | 156          |
| 35   | Kōji Miyoshi      | 1    | 0        | 158          |
| 36   | Luis Palma        | 1    | 0        | 165          |
| 37   | Malcom            | 1    | 0        | 171          |
| 38   | Lachlan Wales     | 1    | 0        | 195          |
| 39   | Ammar Hamdy       | 1    | 0        | 198          |
| 40   | Téji Savanier     | 1    | 0        | 217          |
| 40   | Um Won-sang       | 1    | 0        | 217          |
| 42   | Abdulelah al-Amri | 1    | 0        | 255          |
| 43   | Evidence Makgopa  | 1    | 0        | 262          |
| 43   | Teboho Mokoena    | 1    | 0        | 262          |
| 45   | Salem al-Dawsari  | 1    | 0        | 270          |
| 45   | Facundo Medina    | 1    | 0        | 270          |
| 45   | Felix Uduokhai    | 1    | 0        | 270          |
| 48   | Ahmed Rayan       | 1    | 0        | 291          |
| 49   | Won Du-jae        | 1    | 0        | 295          |
| 50   | Mikel Merino      | 1    | 0        | 347          |
| 51   | Franck Kessié     | 1    | 0        | 389          |
| 52   | Eric Bailly       | 1    | 0        | 390          |
| 52   | Liberato Cacace   | 1    | 0        | 390          |
| 54   | Hiroki Sakai      | 1    | 0        | 444          |
| 55   | Johan Vásquez     | 1    | 0        | 448          |

### Sperren aufgrund von Karten
| Spieler           | Vergehen                       | Sperre im Spiel                            |
| ----------------- | ------------------------------ | ------------------------------------------ |
| Johan Vásquez     | in Gruppe A gg. Japan          | Gruppe A gg. Südafrika                     |
| Carlos Rodríguez  | in Gruppe A gg. Südafrika      | Achtelfinale gg. Südkorea                  |
| Tercious Malepe   | in Gruppe A gg. Mexiko         | ausgeschieden vor Inkrafttreten            |
| Randal Kolo Muani | in Gruppe A gg. Japan          | ausgeschieden vor Inkrafttreten            |
| Ion Gheorghe      | in Gruppe B gg. Südkorea       | Gruppe B gg. Neuseeland                    |
| Carlos Meléndez   | in Gruppe B gg. Südkorea       | ausgeschieden vor Inkrafttreten            |
| Francisco Ortega  | in Gruppe C gg. Australien     | Gruppe C gg. Ägypten und gg. Spanien       |
| Aboubacar Doumbia | in Gruppe D gg. Saudi-Arabien  | Gruppe D gg. Brasilien und gg. Deutschland |
| Maximilian Arnold | in Gruppe D gg. Brasilien      | Gruppe D gg. Saudi-Arabien                 |
| Douglas Luiz      | in Gruppe D gg. Elfenbeinküste | Gruppe D gg. Saudi-Arabien                 |
| Eboué Kouassi     | in Gruppe D gg. Brasilien      | Gruppe D gg. Deutschland                   |
| Amos Pieper       | in Gruppe D gg. Saudi-Arabien  | Gruppe D gg. Elfenbeinküste                |

## Frauenturnier

### Qualifikation
Insgesamt nehmen am Fußballturnier der Frauen 12 Mannschaften teil. Das FIFA-Organisationskomitee beschloss auf seiner Sitzung vom 14. September 2017 die Verteilung der Qualifikationsplätze.
Für das olympische Fußballturnier der Frauen konnten sich folgende Mannschaften qualifizieren:
| Qualifikationswettbewerb                              | Datum                           | Austragungsort | Plätze | Qualifizierte Teams |
| ----------------------------------------------------- | ------------------------------- | -------------- | ------ | ------------------- |
| Gastgeber                                             | Gastgeber                       | Gastgeber      | 1      | Japan               |
| Copa América der Frauen 2018                          | 4. – 22. April 2018             | Chile          | 1      | Brasilien           |
| Ozeanienmeisterschaft 2018                            | 18. November – 1. Dezember 2018 | Neukaledonien  | 1      | Neuseeland          |
| Weltmeisterschaft 2019 (Europa)                       | 7. Juni – 7. Juli 2019          | Frankreich     | 3      | Großbritannien      |
| Weltmeisterschaft 2019 (Europa)                       | 7. Juni – 7. Juli 2019          | Frankreich     | 3      | Niederlande         |
| Weltmeisterschaft 2019 (Europa)                       | 7. Juni – 7. Juli 2019          | Frankreich     | 3      | Schweden            |
| Nord- und Zentralamerikanisches Qualifikationsturnier | 28. Januar – 9. Februar 2020    | USA            | 2      | Kanada              |
| Nord- und Zentralamerikanisches Qualifikationsturnier | 28. Januar – 9. Februar 2020    | USA            | 2      | Vereinigte Staaten  |
| Asiatisches Qualifikationsturnier                     | 6. – 11. März 2020              | mehrere Länder | 2      | Australien          |
| Asiatisches Qualifikationsturnier                     | 8. – 13. April 2021             | mehrere Länder | 2      | China               |
| Afrikanisches Qualifikationsturnier                   | 3. April 2019 – 10. März 2020   | mehrere Länder | 1      | Sambia              |
| Playoff-Spiele Chile und Kamerun                      | 8. – 13. April 2021             | Türkei         | 1      | Chile               |
| Gesamt                                                | Gesamt                          | Gesamt         | 12     | 12                  |

Die Gruppenauslosung fand am 21. April 2021 statt. Dazu wurden die Mannschaften gemäß ihrer Position in der FIFA-Weltrangliste vom 16. April 2021 auf vier Töpfe mit je drei Teams aufgeteilt, wobei Japan als Gastgeber Topf 1 zugeteilt war und Großbritannien gemäß der Position von England eingeteilt wurde. Japan war zudem als Gruppenkopf der Gruppe E auf Position 1 gesetzt. In jede Gruppe konnte maximal eine Mannschaft einer Konföderation gelost werden.

### Spielplan

#### Wertungskriterien
In den Gruppen wird die Rangfolge nach folgenden Kriterien ermittelt:
1. Anzahl der Punkte aus allen Gruppenspielen;
2. Tordifferenz aus allen drei Spielen;
3. Anzahl der erzielten Tore;
4. Anzahl der Punkte aus den Direktbegegnungen der punkt- und torgleichen Teams;
5. Tordifferenz in den Direktbegegnungen der punkt- und torgleichen Teams;
6. Anzahl der in den Direktbegegnungen der punkt- und torgleichen Teams erzielten Tore;
7. Losentscheid durch die FIFA-Organisationskommission.

Neben den zwei besten Mannschaften der Gruppe qualifizieren sich auch die beiden besten Gruppendritten. Deren Reihenfolge wird durch die Kriterien 1, 2, 3 und 7 ermittelt.
Ab dem Viertelfinale folgt bei unentschiedenem Spielstand zunächst eine Verlängerung von zweimal 15 Minuten, besteht danach immer noch Gleichstand, entscheidet ein Elfmeterschießen.

### Gruppenphase

#### Gruppe E
| Pl. | Land           | Sp. | S | U | N | Tore    | Diff. | Punkte |
| --- | -------------- | --- | - | - | - | ------- | ----- | ------ |
| 1.  | Großbritannien | 3   | 2 | 1 | 0 | 004:100 | +3    | 07     |
| 2.  | Kanada         | 3   | 1 | 2 | 0 | 004:300 | +1    | 05     |
| 3.  | Japan          | 3   | 1 | 1 | 1 | 002:200 | ±0    | 04     |
| 4.  | Chile          | 3   | 0 | 0 | 3 | 001:500 | −4    | 0      |

|                                            |   |                |           |
| 21. Juli 2021 um 09:30 Uhr MESZ in Sapporo |   |                |           |
| Großbritannien                             | – | Chile          | 2:0 (1:0) |
| 21. Juli 2021 um 12:30 Uhr MESZ in Sapporo |   |                |           |
| Japan                                      | – | Kanada         | 1:1 (0:1) |
| 24. Juli 2021 um 09:30 Uhr MESZ in Sapporo |   |                |           |
| Chile                                      | – | Kanada         | 1:2 (0:1) |
| 24. Juli 2021 um 12:30 Uhr MESZ in Sapporo |   |                |           |
| Japan                                      | – | Großbritannien | 0:1 (0:0) |
| 27. Juli 2021 um 13:00 Uhr MESZ in Rifu    |   |                |           |
| Chile                                      | – | Japan          | 0:1 (0:0) |
| 27. Juli 2021 um 13:00 MESZ in Kashima     |   |                |           |
| Kanada                                     | – | Großbritannien | 1:1 (0:0) |

#### Gruppe F
| Pl. | Land        | Sp. | S | U | N | Tore    | Diff. | Punkte |
| --- | ----------- | --- | - | - | - | ------- | ----- | ------ |
| 1.  | Niederlande | 3   | 2 | 1 | 0 | 021:800 | +13   | 07     |
| 2.  | Brasilien   | 3   | 2 | 1 | 0 | 009:300 | +6    | 07     |
| 3.  | Sambia      | 3   | 0 | 1 | 2 | 007:150 | −8    | 01     |
| 4.  | China       | 3   | 0 | 1 | 2 | 006:170 | −11   | 01     |

|                                             |   |             |            |
| 21. Juli 2021 um 10:00 Uhr MESZ in Rifu     |   |             |            |
| China                                       | – | Brasilien   | 0:5 (0:2)  |
| 21. Juli 2021 um 13:00 Uhr MESZ in Rifu     |   |             |            |
| Sambia                                      | – | Niederlande | 3:10 (1:6) |
| 24. Juli 2021 um 10:00 Uhr MESZ in Rifu     |   |             |            |
| China                                       | – | Sambia      | 4:4 (3:2)  |
| 24. Juli 2021 um 13:00 Uhr MESZ in Rifu     |   |             |            |
| Niederlande                                 | – | Brasilien   | 3:3 (1:1)  |
| 27. Juli 2021 um 13:30 Uhr MESZ in Yokohama |   |             |            |
| Niederlande                                 | – | China       | 8:2 (3:1)  |
| 27. Juli 2021 um 13:30 MESZ in Saitama      |   |             |            |
| Brasilien                                   | – | Sambia      | 1:0 (1:0)  |

#### Gruppe G
| Pl. | Land               | Sp. | S | U | N | Tore    | Diff. | Punkte |
| --- | ------------------ | --- | - | - | - | ------- | ----- | ------ |
| 1.  | Schweden           | 3   | 3 | 0 | 0 | 009:200 | +7    | 09     |
| 2.  | Vereinigte Staaten | 3   | 1 | 1 | 1 | 006:400 | +2    | 04     |
| 3.  | Australien         | 3   | 1 | 1 | 1 | 004:500 | −1    | 04     |
| 4.  | Neuseeland         | 3   | 0 | 0 | 3 | 002:100 | −8    | 0      |

|                                            |   |                    |           |
| 21. Juli 2021 um 10:30 Uhr MESZ in Chōfu   |   |                    |           |
| Schweden                                   | – | Vereinigte Staaten | 3:0 (1:0) |
| 21. Juli 2021 um 13:30 Uhr MESZ in Chōfu   |   |                    |           |
| Australien                                 | – | Neuseeland         | 2:1 (2:0) |
| 24. Juli 2021 um 10:30 Uhr MESZ in Saitama |   |                    |           |
| Schweden                                   | – | Australien         | 4:2 (1:1) |
| 24. Juli 2021 um 13:30 Uhr MESZ in Saitama |   |                    |           |
| Neuseeland                                 | – | Vereinigte Staaten | 1:6 (0:2) |
| 27. Juli 2021 um 10:00 Uhr MESZ in Kashima |   |                    |           |
| Vereinigte Staaten                         | – | Australien         | 0:0       |
| 27. Juli 2021 um 10:00 MESZ in Rifu        |   |                    |           |
| Neuseeland                                 | – | Schweden           | 0:2 (0:2) |

#### Rangliste der Gruppendritten
| Pl. | Land       | Sp. | S | U | N | Tore    | Diff. | Punkte | Gruppe   |
| --- | ---------- | --- | - | - | - | ------- | ----- | ------ | -------- |
| 1.  | Japan      | 3   | 1 | 1 | 1 | 002:200 | ±0    | 04     | Gruppe E |
| 2.  | Australien | 3   | 1 | 1 | 1 | 004:500 | −1    | 04     | Gruppe G |
| 3.  | Sambia     | 3   | 0 | 1 | 2 | 007:150 | −8    | 01     | Gruppe F |

### Finalrunde

#### Viertelfinale
|                                             |   |                    |                       |
| 30. Juli 2021 um 10:00 Uhr MESZ in Rifu     |   |                    |                       |
| Kanada                                      | – | Brasilien          | 0:0 n. V.; 4:3 i. E.  |
| 30. Juli 2021 um 11:00 Uhr MESZ in Kashima  |   |                    |                       |
| Großbritannien                              | – | Australien         | 3:4 n. V.; (2:2, 0:1) |
| 30. Juli 2021 um 12:00 Uhr MESZ in Saitama  |   |                    |                       |
| Schweden                                    | – | Japan              | 3:1 (1:1)             |
| 30. Juli 2021 um 13:00 Uhr MESZ in Yokohama |   |                    |                       |
| Niederlande                                 | – | Vereinigte Staaten | 2:2 n. V.; 2:4 i. E.  |

#### Halbfinale
|                                             |   |          |           |
| 2. August 2021 um 10:00 Uhr MESZ in Kashima |   |          |           |
| Vereinigte Staaten                          | – | Kanada   | 0:1 (0:0) |
| 2. August 2021 um 13:00 Uhr MESZ in Saitama |   |          |           |
| Australien                                  | – | Schweden | 0:1 (0:0) |

#### Spiel um Bronze
|                                             |   |                    |           |
| 5. August 2021 um 10:00 Uhr MESZ in Kashima |   |                    |           |
| Australien                                  | – | Vereinigte Staaten | 3:4 (1:3) |

#### Finale
| Schweden                                                                         | Schweden | Kanada | Kanada |
| -------------------------------------------------------------------------------- | --- | --- | ------ |
| Schweden                                                                         | \| 6. August 2021 um 21:00 Uhr (14:00 Uhr MESZ) in Yokohama (International Stadium) \| \| Ergebnis: 1:1 n. V. (1:1, 1:0), 2:3 i. E. \| \| Schiedsrichterin: Anastassija Pustowoitowa ( Russland) \| | \| 6. August 2021 um 21:00 Uhr (14:00 Uhr MESZ) in Yokohama (International Stadium) \| \| Ergebnis: 1:1 n. V. (1:1, 1:0), 2:3 i. E. \| \| Schiedsrichterin: Anastassija Pustowoitowa ( Russland) \| | Kanada |
| Schweden                                                                         | Hedvig Lindahl – Hanna Glas, Amanda Ilestedt (120. Emma Kullberg), Nathalie Björn, Magdalena Eriksson (75. Jonna Andersson) – Filippa Angeldal (75. Hanna Bennison), Caroline Seger – Sofia Jakobsson (75. Lina Hurtig), Kosovare Asllani, Fridolina Rolfö (106. Olivia Schough) – Stina Blackstenius (106. Anna Anvegård) Cheftrainer: Peter Gerhardsson | Stephanie Labbé – Ashley Lawrence, Vanessa Gilles, Kadeisha Buchanan, Allysha Chapman (93. Jayde Riviere) – Desiree Scott (120.+2' Shelina Zadorsky), Jessie Fleming, Quinn (46. Julia Grosso), Christine Sinclair (86. Jordyn Huitema) – Janine Beckie (46. Adriana Leon), Nichelle Prince (63. Deanne Rose) Cheftrainer: Bev Priestman ( Vereinigtes Königreich) | Kanada |
| Schweden                                                                         | 1:0 Blackstenius (34.) | 1:1 Fleming (67., Foulelfmeter) | Kanada |
| Schweden                                                                         | Elfmeterschießen | | Kanada |
| Schweden                                                                         | Asllani schießt gegen den Pfosten 1:1 Björn 2:1 Schough Labbé hält gegen Anvegård Seger schießt übers Tor Labbé hält gegen Andersson | 0:1 Fleming Lindahl hält gegen Lawrence Gilles schießt gegen die Latte Lindahl hält gegen Leon 2:2 Rose 2:3 Grosso | Kanada |
| Schweden                                                                         | Asllani (105.) | Beckie (27.) | Kanada |
| 6. August 2021 um 21:00 Uhr (14:00 Uhr MESZ) in Yokohama (International Stadium) | | |        |
| Ergebnis: 1:1 n. V. (1:1, 1:0), 2:3 i. E.                                        | | |        |
| Schiedsrichterin: Anastassija Pustowoitowa ( Russland)                           | | |        |

### Medaillenränge
| Rang                      | Medaillengewinner |
| ------------------------- | --- |
| Gold Kanada               | Janine Beckie, Kadeisha Buchanan, Gabrielle Carle, Allysha Chapman, Jessie Fleming, Vanessa Gilles, Julia Grosso, Jordyn Huitema, Quinn, Stephanie Labbé (TW), Ashley Lawrence, Adriana Leon, Erin McLeod (TW), Nichelle Prince, Jayde Riviere, Deanne Rose, Sophie Schmidt, Desiree Scott, Kailen Sheridan (TW), Christine Sinclair , Évelyne Viens, Shelina Zadorsky Trainerin: Bev Priestman ( Großbritannien) |
| Silber Schweden           | Jonna Andersson, Filippa Angeldal, Anna Anvegård, Kosovare Asllani, Hanna Bennison, Nathalie Björn, Stina Blackstenius, Rebecka Blomqvist, Magdalena Eriksson, Jennifer Falk (TW), Hanna Glas, Lina Hurtig, Amanda Ilestedt, Sofia Jakobsson, Madelen Janogy, Emma Kullberg, Hedvig Lindahl (TW), Zećira Mušović (TW), Julia Roddar, Fridolina Rolfö, Olivia Schough, Caroline Seger Trainer: Peter Gerhardsson   |
| Bronze Vereinigte Staaten | Jane Campbell (TW), Abby Dahlkemper, Tierna Davidson, Crystal Dunn, Julie Ertz, Adrianna Franch (TW), Tobin Heath, Lindsey Horan, Casey Krueger, Rose Lavelle, Carli Lloyd, Catarina Macário, Kristie Mewis, Samantha Mewis, Alex Morgan, Alyssa Naeher (TW), Kelley O’Hara, Christen Press, Megan Rapinoe, Becky Sauerbrunn , Emily Sonnett, Lynn Williams Trainer: Vlatko Andonovski                            |

### Schiedsrichterinnen
| Verband  | Schiedsrichterinnen      | Schiedsrichterassistentinnen               | Einsätze |
| -------- | ------------------------ | ------------------------------------------ | -------- |
| AFC      | Kate Jacewicz            | Kim Kyoung-min Lee Seul-gi                 | 2        |
| AFC      | Yoshimi Yamashita        | Makoto Bozono Naomi Teshirogi              | 2        |
| CAF      | Salima Mukansanga        | Bernadettar Kwimbira Mary Njoroge          | 3        |
| CONCACAF | Melissa Borjas           | Shirley Perelló Chantal Boudreau           | 3        |
| CONCACAF | Lucila Venegas           | Enedina Caudillo 2 Mayte Chávez            | 2        |
| CONMEBOL | Edina Alves Batista      | Neuza Back Mónica Amboya                   | 2        |
| CONMEBOL | Laura Fortunato          | Mariana de Almeida Mary Blanco Bolívar 2   | 3        |
| UEFA     | Stéphanie Frappart       | Manuela Nicolosi Michelle O’Neill          | 2        |
| UEFA     | Kateryna Monsul          | Maryna Strilezka Lucie Ratajová            | 3        |
| UEFA     | Anastassija Pustowoitowa | Jekaterina Kurotschkina Sanja Rođak-Karšić | 3        |
| UEFA     | Esther Staubli           | Susanne Küng Katrin Rafalski               | 1        |

Unterstützungsschiedrichterinnen:
- Patience Ndidi Madu
- Maria Rivet

Es kamen dieselben Videoschiedsrichter wie bei den Männern zum Einsatz (siehe oben).

### Torschützinnenliste
| Rang    | Spielerin             | Tore | Vorlagen | Spielminuten |
| ------- | --------------------- | ---- | -------- | ------------ |
| 01      | Vivianne Miedema      | 100  | 1        | 297          |
| 02      | Sam Kerr              | 6    | 1        | 570          |
| 03      | Barbra Banda          | 6    | 0        | 270          |
| 04      | Ellen White           | 6    | 0        | 327          |
| 05      | Stina Blackstenius    | 5    | 0        | 365          |
| 06      | Wang Shuan            | 4    | 1        | 270          |
| 07      | Lieke Martens         | 4    | 1        | 390          |
| 08      | Fridolina Rolfö       | 3    | 2        | 420          |
| 09      | Lineth Beerensteyn    | 3    | 1        | 200          |
| 10      | Marta                 | 3    | 0        | 323          |
| 11      | Shanice van de Sanden | 2    | 1        | 247          |
| 12      | Debinha               | 2    | 1        | 309          |
| 13      | Victoria Pelova       | 2    | 0        | 087          |
| 14      | Lina Hurtig           | 2    | 0        | 171          |
| 15      | Andressa Alves        | 2    | 0        | 175          |
| 16      | Mina Tanaka           | 2    | 0        | 245          |
| 17      | Megan Rapinoe         | 2    | 0        | 306          |
| 18      | Carli Lloyd           | 2    | 0        | 312          |
| 19      | Janine Beckie         | 2    | 0        | 465          |
| 20      | Jessie Fleming        | 2    | 0        | 554          |
| 21 – 48 | 28 Spielerinnen       | 1    | 0–3      | 17–506       |

Anmerkungen:
- Sortierung bei gleicher Torzahl gemäß Anzahl Torvorlagen bzw. gespielter Zeit.
- Zudem 2 Eigentore durch neuseeländische Spielerinnen und ein Eigentor einer Kanadierin

## Trivia
- Die Brasilianerin Formiga war die einzige Teilnehmerin, die seit 1996 an allen bisher ausgetragenen olympischen Fußballturnieren der Frauen teilgenommen hat (sieben). Sie bestritt zudem die meisten Spiele (34).
- Pia Sundhage dehnte den von ihr gehaltenen Rekord von 18 Spielen an der Seitenlinie bei Olympischen Spielen während Tokio 2020 auf insgesamt 22 Partien aus.
- Analog zum weltweiten Fußball waren aufgrund der präsenten COVID-19-Pandemie erstmals bei einem olympischen Fußballturnier innerhalb der regulären Spielzeit fünf Spielerwechsel und in einer Verlängerung ein weiterer pro Mannschaft gestattet.[10] Diese Regel hat weiterhin Bestand bei allen Pflichtspielen.
- Die Niederländerinnen stellten mit 21 Toren in der Vorrunde einen neuen Rekord auf. Dabei konnten sie den vorherigen Bestwert der deutschen Frauen aus dem Jahr 2004 von zehn Treffern mehr als verdoppeln. Auch Deutschland erzielte damals acht Tore gegen China. Die Niederländerinnen kassierten aber auch acht Gegentore, so viele wie noch kein Gruppensieger in der Turniergeschichte. Mit einer Tordifferenz von +13 überboten sie aber auch den Rekord von Deutschland (+10, ohne Gegentor im gesamten Turnier) aus dem Jahr 2004.
- China stellte dagegen einen neuen Negativrekord von Gegentoren auf und war damit um zwei Tore schlechter als Simbabwe im Jahr 2016, als diese 15 Gegentreffer hatten hinnehmen müssen.
- Vivianne Miedema stellte für die Niederlande zudem den Vorrundenrekord von acht Toren auf. Zuvor hatte dieser bei sechs Toren gelegen, erzielt durch die Kanadierin Christine Sinclair im Jahr 2012 und in Tokio von der Sambianerin Barbra Banda. Miedema ist auch die erste Spielerin eines Turnierneulings, die im ersten Spiel drei und vier Tore erzielte. Die bisherige Bestmarke hatte die Brasilianerin Pretinha 1996 mit zwei Toren aufgestellt, was danach noch keinem weiteren Neuling gelang.
- Durch ihre Turniertreffer neun und zehn im Viertelfinale gegen die USA (2:4 i. E.) stellte Vivianne Miedema einen neuen Torrekord bei Olympischen Spielen auf.
- Mit der Sambianerin Barbra Banda schied erstmals eine Spielerin mit ihrer Mannschaft nach der Vorrunde aus, die mehr als vier Tore geschossen hatte (sechs). Bisher beste Torschützin, die nach der Vorrunde ausschied, war die Chinesin Sun Wen, die 2000 mit vier Toren als Torschützenkönigin nach der Vorrunde ebenso ausschied wie diesmal ihre Landsfrau Wang Shuang. Banda ist auch die bisher einzige Spielerin, die in zwei aufeinander folgenden Partien je drei Tore erzielen konnte.
- Sambia war die erste Mannschaft, die mit sieben geschossenen Toren nach der Gruppenphase ausschied. Den bisherigen Höchstwert hielten die deutschen Frauen, die beim ersten Turnier der Frauen 1996 mit 6:6 Toren als Gruppendritte ausschieden, als nur die Gruppensieger und -zweiten in die K.-o.-Runde einzogen.
- Die Australierin Sam Kerr erzielte bei der 3:4-Niederlage gegen die USA im Spiel um die Bronzemedaille ihr 48. Länderspieltor. Damit löste sie die vorherige australische Rekordhalterin Lisa de Vanna ab.[11][12]
- Die Kanadierinnen konnten als erste Mannschaft mit nur zwei Siegen sowie vier Remis, davon zwei im Elfmeterschießen gewonnen, die Goldmedaille gewinnen.
- Sieben Spielerinnen bestritten im Turnierverlauf ihr 100. Länderspiel: Ashley Lawrence/Kanada und Kyah Simon/Australien im Halbfinale, Vivianne Miedema/Niederlande im Viertelfinale, Andressa Alves/Brasilien, Hannah Wilkinson/Neuseeland, Lindsey Horan/Vereinigte Staaten und Ellen White/England (95 Spiele) und Großbritannien (4 Spiele 2012, 4 Spiele 2021) in Gruppenspielen. Das Viertelfinalspiel der Brasilianerinnen gegen Kanada zählt die FIFA als 200. Länderspiel von Formiga. Das erste Gruppenspiel der Kanadierinnen war das 300. Länderspiel von Christine Sinclair.